# Мёртвый штиль (фильм)
«Мёртвый штиль» (англ. Dead Calm) — триллер Филлипа Нойса по одноимённому роману Чарльза Уильямса. Кинопремия Австралии. Иногда название фильма переводят на русский язык как «Мёртвый омут».

## Сюжет
Лейтенант морских сил Австралии Джон Инграм прибывает на поезде домой, с нетерпением ожидая встречи с любимой женой Рэй и маленьким сыном. Однако никто не приехал его встретить. Некоторое время спустя на вокзале появляются двое полицейских, которые сообщают, что автомобиль его жены попал в аварию, а сын погиб. По приезде в госпиталь Джону сообщают, что он должен опознать тело сына, а в реанимационной он видит жену, находящуюся без сознания. Ей снится один и тот же кошмар, в котором она снова и снова видит произошедшую аварию: Рэй ехала встречать мужа, шёл сильный дождь. Женщина теряет управление, а сын, отстегнувший ремни безопасности, вылетает через лобовое стекло в результате сильного удара от столкновения с другим автомобилем.
Некоторое время спустя Джон и Рэй отправляются в круиз на своей яхте, чтобы попытаться справиться с потерей сына. Рэй держится лишь благодаря мужеству её супруга, уверяющего, что всё будет хорошо, так как время лечит. На рассвете Джон слышит лай собаки на палубе и поднимается наверх, чтобы посмотреть, в чём дело, однако ничего странного не замечает. Тем же утром супруги замечают на горизонте яхту, которая явно побывала в шторме. Джон пытается выйти на связь с кораблём под названием «Орфей», но ему никто не отвечает, а через некоторое время Джон и Рэй замечают приближающуюся шлюпку с мужчиной, который находится в состоянии аффекта. Придя в себя, незнакомец представляется Хью Уорринером и говорит, что его друзья погибли от опасной желудочной инфекции.
Джона одолевают сомнения, и он решает отправиться к тонущей яхте, оставив жену одну с Хью, решившим отдохнуть. Но как только Джон покидает палубу, Хью начинает пристально следить за удаляющимся мужчиной. Оказавшись на борту «Орфея», Джон понимает, что яхту можно спасти, хоть проводка и не работает, а вода всё ещё прибывает. Когда он находит тела погибших, то понимает, что Хью представляет большую опасность для Рэй, и стремительно возвращается к своей яхте. Однако Хью отталкивает Рэй, направившую яхту навстречу шлюпке мужа, в сторону, и та, ударившись головой, теряет сознание. Придя в себя, она видит, что яхта находится уже очень далеко от места кораблекрушения, а она сама осталась один на один с маньяком. Джон пытается заткнуть пробоины и починить электропроводку «Орфея», чтобы спасти жену, пока она не стала следующей жертвой Хью.

## В ролях
- Сэм Нилл — Джон Инграм
- Николь Кидман — Рэй Инграм
- Билли Зейн — Хью Уорринер

В фильме также снимались:
- Род Маллинар — Рассел Бэллоус
- Джошуа Тилден — Дэнни
- Джордж Шевцов — врач
- Лиза Коллинз — девушка с «Орфея»
- Пола Хадсон-Бринкли — девушка с «Орфея»
- Шэрон Кук — девушка с «Орфея»
- Малинда Раттер — девушка с «Орфея»
- Пёс по кличке Бенджи — собака Джона

## Критика
По словам Дэвида Стрэттона из Variety, «на протяжении всего фильма Николь Кидман великолепна», и «она придает персонажу Рэй настоящую стойкость и энергию, хотя и не всегда полностью правдоподобно». Роджер Эберт из Chicago Sun-Times поставил 3 звезды из 4 и написал, что фильм «вызывает неподдельное напряжение». Дессон Томсон из The Washington Post похвалил создателей фильма: «Режиссура Нойса впечатляюще переходит от чувственной нежности (между мужем и женой) к ужасу, от которого сползаешь на край сиденья. Благодаря качественному монтажу Ричарда Фрэнсиса-Брюса и озвучиванию Грэма Ревелла, фильм находит таящиеся опасности в тихих, мирных водах».

## Съёмки
- Название картины также можно перевести как «Хладнокровие» или «Завидное спокойствие».
- Съёмки картины проходили 14 недель в окрестностях острова-заповедника Уитсандэй недалеко от побережья Австралии.
- Для съёмок яхты Saracen использовали Storm Vogel.
- В России и фильм, и роман также известны под названием «Мёртвый омут».
- Перед началом съёмок картины Николь Кидман брала уроки управления яхтой. В сцене шторма, ближе к концу фильма, актриса сама стоит за штурвалом корабля.
- На съёмках картины Сэм Нилл познакомился со своей женой Норико Ватанабэ.